# 中村窑遗址
中村窑遗址，位于中国福建省三明市三元区中村乡回瑶林果场，北宋中早期创烧，南宋晚期至元初达到鼎盛阶段，元末明初渐趋衰落。分布较广，重点窑址有草寮后山、蛇头山、珠山、回瑶后山、牛岭山等。其中草寮后山窑址经过考古发掘，揭露出一组较完整的作坊遗迹，为福建省窑址考古中少见。以生产日用瓷为主，产品有青白瓷、青瓷、酱黑釉瓷等。2005年5月11日公布为第六批福建省文物保护单位。2013年3月5日公布为第七批全国重点文物保护单位。